# آمیناتا توره
آمیناتا توره (انگلیسی: Aminata Touré؛ زادهٔ ۱۲ اکتبر ۱۹۶۲) سیاستمدار اهل سنگال است که از ۱ سپتامبر ۲۰۱۳ تا ۴ ژوئیه ۲۰۱۴ به عنوان نخست‌وزیر سنگال مشغول به کار بود. او دومین نخست‌وزیر زن سنگال پس از میم مدیور بوی بود و پیش از آن، از ۲۰۱۲ تا ۲۰۱۳ به عنوان وزیر دادگستری فعالیت می‌کرد. آمیناتا در حالی که برای انتخابات آتی در فوریه ۲۰۲۴ مشغول تبلیغ بود، توسط پلیس دستگیر شد و به مدت شش ساعت در بازداشت بود، هرچند که هیچ اتهامی علیه او مطرح نشد.
انتخاب او به عنوان نخست‌وزیر در حالی اعلام شد که وی در حال پیگیری چندین پرونده فساد مربوط به مقامات پیشین دولت بود. او متعهد شد که مسیر «توسعه و بهبود شرایط زندگی شهروندان» را ادامه دهد. به دلیل مبارزه‌اش با فساد، مطبوعات به او لقب «بانوی آهنین» داده‌اند. وی در سمت‌های قبلی خود برای حقوق زنان نیز تلاش کرده است.

## اوایل زندگی و حرفه
آمیناتا، دختر یک پزشک و یک ماما، دوران تحصیل خود را در تامباندا در محل ماموریتا پدرش گذراند، و سال ششم تحصیلش را در دبیرستان گاستون-برگر در کائولاک سپری کرد. در جوانی، او برای تیم فوتبال «دکار گازلز» بازی می‌کرد. وی همچنین در فرانسه تحصیل کرد و مدرک کارشناسی ارشد اقتصاد را از دیژون و مدرک تحصیلات تکمیلی در مدیریت بازرگانی را در اکس-آن-پرووانس دریافت کرد. در دوران دانشگاه، او عضو اتحادیه کارگران کمونیست بود و بعداً به جنبش سوسیالیسم و وحدت (MSU) پیوست.
آمیناتا در برنامه‌های مرتبط با تنظیم خانواده و بهداشت باروری در سنگال، بورکینافاسو و ساحل عاج فعالیت داشته است. همچنین برای جمعیت سازمان ملل متحد (UNFPA) کار کرده و هماهنگ‌کننده برنامه جنسیت و HIV در غرب آفریقا بوده است. وی دارای مدرک دکترا در مدیریت مالی بین‌المللی از مدرسه بین‌المللی مدیریت است و پایان‌نامه دکترای او بر تأمین مالی خرد زنان در آفریقای جنوب صحرا متمرکز بود.

## سیاست

### وزیر دادگستری
او در طول حیات حرفه‌ای‌اش در مقابله با فساد فعالیت داشته است. به عنوان وزیر دادگستری، وی همچنین برای اصلاح سیستم قضایی کشورش تلاش کرد، از جمله کاهش زمان انتظار شهروندان برای محاکمه و بهبود ساختار دستگاه قضایی. او حسابرسی‌هایی را از مقامات دولت پیشین که تحت ریاست‌جمهوری عبدالله واده فعالیت داشتند، از جمله کریم واد، پسر رئیس‌جمهور سابق، آغاز کرد.

### نخست‌وزیر
پس از انتخابش به عنوان نخست‌وزیر، او به‌طور بحث‌برانگیزی سیدیکی کابا را به عنوان جانشین خود در وزارت دادگستری منصوب کرد. این انتصاب به دلیل حمایت سیدیکی کابا از جرم‌زدایی از همجنس‌گرایی با انتقادات مواجه شد. علاوه بر این، کابینه او از سوی فمینیست‌ها نیز مورد انتقاد قرار گرفت، زیرا در کابینه ۳۲ نفره او تنها چهار زن حضور داشتند.
در ۴ ژوئیه ۲۰۱۴، او پس از شکست در کسب کرسی نمایندگی داکار در انتخابات محلی ۲۰۱۴ از سمت نخست‌وزیری برکنار شد. مکی سال رئیس‌جمهور وقت، حکمی صادر کرد که در آن نوشته شده بود: «وظایف خانم آمیناتا توره خاتمه یافته است.»

### فرستاده ویژه رئیس‌جمهور
سه ماه پس از ترک دفتر نخست‌وزیری، مکی سال آمیناتا توره را به عنوان فرستاده ویژه رئیس‌جمهور منصوب کرد.

### انتخابات پارلمانی ۲۰۲۲ و پیامدها
در انتخابات پارلمانی ۲۰۲۲، آمیناتا توره رهبری کمپین ائتلاف «اتحاد با امید» را بر عهده داشت. این ائتلاف تنها با حمایت نماینده منتخب حزب بوک گیس گیس، پاپه دیوپ توانست اکثریت پارلمانی را حفظ کند. با این حال، در ۲۵ سپتامبر، آمیناتا توره اعلام کرد که دیگر با ائتلاف «اتحاد با امید» در پارلمان همراه نخواهد بود. او مکی سال را متهم کرد که آمادو مامه دیوپ را به دلیل «روابط خانوادگی» به عنوان رئیس مجلس ملی منصوب کرده است. این موضوع باعث شد که دولت، اکثریت خود را در پارلمان از دست بدهد.